# Siegfried Fuhrmann
Pour les articles homonymes, voir Fuhrmann.
Siegfried Fuhrmann (né en 1944 à Hohenbüchen) est un sculpteur et peintre allemand.

## Biographie
Après un apprentissage de dessinateur technique à l'usine Fagus, Fuhrmann étudie l'art à la Pädagogischen Hochschule Alfeld en lien avec l'université de Hildesheim. Pendant ce temps, il se forme dans l'atelier du céramiste d'art Jürgen Riecke. Ses premières expositions sont des montages de peintures et d'objets (Museum Alfeld, Association d'art de Hanovre). À partir de 1971, Fuhrmann travaille sans interruption dans des écoles de Hambourg, mais en même temps en tant que designer et artiste indépendant. À partir de 1971, il expose régulièrement. En 1987, avec sa femme Maren et un groupe d'artistes également participants, Fuhrmann fonde la galerie KX. Kunst auf Kampnagel.
En outre, Fuhrmann est membre du conseil d'administration de la maison d'artistes autogérée Künstlerhaus Sootbörn à Hambourg. Plus tard, Siegfried Fuhrmann s'implique pendant quelques années (jusqu'à fin 2014) dans le conseil d'administration de l'association professionnelle BBK Hambourg.

## Œuvre
Dans son travail d'artiste, Siegfried Fuhrmann a le principe de l'auto-organisation, sans recours aux galeries commerciales, en ce qui concerne ses expositions en Allemagne et à l'étranger, ainsi que la médiation de ses œuvres.
Fuhrmann devient connu pour la particularité de ses installations. Des parties individuelles de l'objet peuvent être reliées les unes aux autres à l'aide de couplages spéciaux, parfois avec la participation du public. Grâce à l'interchangeabilité des éléments d'installation technoïdes, le contexte du contenu peut être changé pour une nouvelle signification. Ce principe est également commun à ses dessins. Fuhrmann est toujours préoccupé par la relation obscure entre les personnes et leur environnement, qui est naturellement déterminée par la technologie.